# Jani Lyyski
Jani Lyyski (Mariehamn, 16 marzo 1983) è un ex calciatore finlandese, di ruolo difensore.

## Palmarès

### Club

#### Competizioni nazionali
- Veikkausliiga: 1

IFK Mariehamn: 2016
- Suomen Cup: 1

IFK Mariehamn: 2015